# 꾸러기 닌자 토리 (호리 준코의 노래)
닌자 핫토리군(일본어: 忍者ハットリくん 닌쟈 핫토리쿤[*])은 핫토리군(호리 준코)의 싱글이다. 1981년에 일본 컬럼비아 레코드에서 발매되었다.

## 개요
1981년 10월 1일에 싱글 음반으로 발매되었다. 동년 11월에 같은 내용의 픽처 싱글 레코드가 발매되었다.
성우인 호리 준코가 핫토리군 명의로 자신이 주연을 맡은 애니메이션 꾸러기 닌자 토리의 오프닝 테마로 노래한 악곡이다. 커플링에는 오오스기 쿠미코가 노래 전기 엔딩 테마로 사용한 "네에 핫토리군"이 수록되어 있다.
1981년 11월에 발매된 컴필레이션 음반 "최신 텔레비전 만화 대행진 <아라레짱 / 핫토리군>"을 비롯해 2004년에 출시된 "닌자 핫토리군 전곡집" 등이 수록되어 있다.
2004년에는 SMAP의 카토리 신고가 자신의 주연 영화 "NIN×NIN 닌자 핫토리군 THE MOVIE"의 주제가로 커버했다 (후술).

## 수록곡
(전체 작곡 : 키쿠치 슌스케)
1. 닌자 핫토리군
노래 : 핫토리군 (호리 준코)
작사 : 후지코 후지오, 작곡 : 키쿠치 슌스케
  - 애니메이션 "꾸러기 닌자 토리" 오프닝 테마
2. 네에 핫토리군
노래 : 오오스기 쿠미코
작사 : 와카바야시 이치로
  - 애니메이션 "꾸러기 닌자 토리" 엔딩 테마

## HATTORI3
HATTORI3 (참상)(일본어: ＨＡＴＴＯＲＩ３（参上） ハットリさんじょう[*])은 카토리 신고가 "핫토리군" 명의로 발매한 싱글이다. 호리 준코의 "닌자 핫토리군" 커버에서 카토리 주연의 영화 "NIN×NIN 닌자 핫토리군 THE MOVIE"의 주제가이다. 2004년 8월 25일에 JVC 켄우드 빅터 엔터테인먼트에서 발매되었다.

### 수록곡
(전체 작사 : 후지코 후지오 Ⓐ, 작곡 : 키쿠치 슌스케, 편곡 : 치카다 하루오, 야마기시 다이스케)
1. HATTORI3 (참상) [3:13]
2. HATTORI3 (참상) (What's up?에 자입Mix) [4:32]
3. HATTORI3 (참상) (Instrumental)